# Hugo Gerschel
Hugo Gerschel (geboren 10. März 1854 in Liegnitz; gestorben 28. November 1911 in Wilmersdorf) war ein deutscher Fabrikdirektor und Politiker.

## Leben
Hugo Gerschel studierte Rechtswissenschaften in Berlin und Leipzig und wurde promoviert. Seit 1883 war er Mitinhaber und Direktor der Luxuspapierwarenfabrik W. Hagelberg AG. Gerschel war Mitglied der Handelskammer Berlin und war während des Jahres 1905 ihr stellvertretender Vorsitzender und in der Zeit auch Mitglied des Ausschusses des Deutschen Handelstages.
Gerschel war Mitglied der Freisinnigen Volkspartei, die 1910 in der Fortschrittlichen Volkspartei aufging. 1905 wurde Gerschel dank reichlicher Parteispenden in einer wegen des Todes von Max Hirsch anberaumten Nachwahl im Wahlkreis Berlin-1 ins Preußische Abgeordnetenhaus gewählt und 1908 wiedergewählt.
Gerschel war mit Henriette Hagelberg verheiratet. Gerschels Tochter Gertrud heiratete den Arzt Wilhelm Caspari, beide wurden Opfer des Holocaust, während den Enkelkindern (drei Söhne, darunter der Zoologe Ernst Wolfgang Caspari, und eine Tochter) die Flucht aus dem Deutschen Reich gelang.